# Televisão na Espanha
A televisão na Espanha foi lançada em outubro de 1956, quando a emissora estatal Televisión Española (TVE) começou a transmitir regularmente. Os primeiros canais privados começaram em 1990. As transmissões de cores começaram em 1974, após dois anos de transmissão de testes, com toda a programação transmitida em cores a partir de 1977, e comerciais coloridos, que começaram em 1978. Atualmente, a televisão é um dos principais meios de comunicação de massa. país, e em 2008 estava em 99,7% dos agregados familiares em Espanha, de acordo com as estatísticas do INE.
Até recentemente, a televisão terrestre era considerada um serviço público essencial. A radiodifusão é gerenciada diretamente pelo Estado e indiretamente, através de concessões controladas a empresas privadas. A Lei do Audiovisual de 2010 mudou isso ao definir rádio e televisão como serviços comerciais que os indivíduos pagam, promovendo a liberalização dentro de algumas restrições.

## Televisão terrestre analógica
A televisão analógica terrestre na Espanha começou em 28 de outubro de 1956. A Televisión Española (atualmente La 1) foi o primeiro canal de televisão regular, e operou sozinha até 1966, quando um segundo canal (agora La 2) foi lançado. La 1 e La 2 foram os únicos canais de televisão autorizados em Espanha até 1982, quando a Euskal Telebista foi lançada no País Basco e, no ano seguinte, a TV3 na Catalunha, acabando assim com o monopólio da TVE. Mais canais foram lançados na década de 1980, cada um transmitindo para suas respectivas comunidades autônomas: Canal 9, Canal Sur, Telemadrid e Televisión de Galicia (TVG), antes da liberalização completa da televisão com a lei de 1989 que permitia o estabelecimento de canais comerciais.
Antena 3, Telecinco e Canal + foram lançados em 1990, em janeiro, março e setembro, respectivamente, terminando o monopólio da televisão pública na Espanha. Durante os anos 90 e 2000 (década), mais canais autonômicos (a maioria públicos, mas alguns privados) foram lançados, e todos eles criaram o FORTA, uma união de canais públicos autonômicos. Muitos canais locais também foram lançados, alguns deles criaram a Rede Localia. Durante a década de 1990, dezenas de canais locais começaram a transmitir sem licença. O governo declarou que os canais que provaram estar operando por um longo tempo poderiam continuar funcionando, mas bloquearam novos canais não licenciados.
Nos anos 2000 (década), os canais analógicos nacionais e autonômicos iniciaram o simulcast sobre a Televisão Digital Terrestre. Em 2005, o Canal + parou seu serviço analógico para se mudar para o Digital Plus e foi substituído por Cuatro. Algumas semanas mais tarde, o último canal privado nacional analógico, La Sexta, começou a testar as transmissões, para começar seu calendário analógico regular em 2006. Em 2009, o serviço analógico iniciou seu encerramento em um processo que durou um ano. Em 3 de abril de 2010, o serviço analógico foi oficialmente descontinuado, mas ainda existem alguns pequenos canais analógicos locais em funcionamento, a maioria deles os canais analógicos não licenciados.

## TV a cabo
A tv a cabo digital está lentamente substituindo o antigo serviço analógico do principal provedor de cabo Ono. Telecable, um ISP a tv a cabo que opera nas Astúrias começou os testes para o serviço de 1000 mega bytes por segundo e é o primeiro a transmitir canais HD. R, operadora de TV a cabo na Galícia, mudou completamente a TV paga para digital (DVB-C) até 2008, mas os canais gratuitos são simulcast como serviços analógicos, para que os usuários sem um set-top box possam assisti-los (incluindo a maioria dos aparelhos free-to-air canais disponíveis na TV digital terrestre em cada local).

## Satélite
Os serviços digitais via satélite existem desde 1997 nos satélites Astra e Hispasat. A plataforma paga Movistar + realizou alguns testes HDTV no Astra 19.2 ° E em 16 de Junho de 2005. Esta plataforma (antes do Canal +) tem muitos canais exclusivos como "# 0" (Este canal foi renomeado) em fevereiro de 2016 por não ter que pagar a licença do brrand Canal +. Eles colocaram esse nome porque disseram que 2016 é o ano 0 e porque qualquer canal é chamado 0).

## IPTV
Durante o ano de 2007, a Telefónica realizou testes de serviços de VDSL até 52 Mbit / s - No entanto, os resultados não foram tão bons quanto o esperado. Por esse motivo, a Telefónica utilizará o FTTH para futuros serviços de IPTV. Agora a Telefónica usa o Movistar + em IPTV e Satélite.

## Canais
Um canal de televisão digital do canal é o conjunto de programas de televisão organizados dentro de um horário de programação que não pode ser alterado pelo público.
Durante a planificação, o governo estabeleceu cinco tipos diferentes de canais. Os canais nacionais, concedidos pelo Gobierno de Espanha, os canais insulares, somente para as comunidades de ultramar, que se delimitam em uma ilha (dos no caso Ibiza-Formentera), e são concedidos pelo Gobierno de Canarias e o Gobierno de As Ilhas Baleares, os canais autónomas e os canais locais, os concêntricos por veículos autonómicos, e por último, os canais denominados do setor terciário, concedidos pelo Ministério da Indústria, após a sua aprovação no Senado.

## Canais mais vistos
Ações de visualização mensal em janeiro de 2017 (dez principais canais individuais):
| Posição | Canal     | Grupo                        | Parcela da visualização total (%) |
| ------- | --------- | ---------------------------- | --------------------------------- |
| 1       | Antena 3  | Atresmedia                   | 13.3%                             |
| 2       | Telecinco | Mediaset España Comunicación | 13%                               |
| 3       | La 1      | Televisión Española          | 10.5%                             |
| 4       | La Sexta  | Atresmedia                   | 6.4%                              |
| 5       | Cuatro    | Mediaset España Comunicación | 6.4%                              |
| 6       | FDF       | Mediaset España Comunicación | 3.2%                              |
| 7       | La 2      | Televisión Española          | 2.6%                              |
| 8       | Neox      | Atresmedia                   | 2.3%                              |
| 9       | Nova      | Mediaset España Comunicación | 2.2%                              |
| 10      | Divinity  | Atresmedia                   | 2.2%                              |